# Ek van Zanten
Ernst Arnold Frederik Robert (Ek) van Zanten (Zaltbommel, 17 februari 1933) is een Nederlandse beeldhouwer en tekenaar.

## Leven en werk
Van Zanten volgde vanaf zijn vijftiende een opleiding aan de Rijksakademie van beeldende kunsten in Amsterdam, waar hij les had van onder anderen Piet Esser. Een van zijn klasgenoten was Jan Wolkers. Hij kreeg in 1953 een beurs voor een vervolgstudie aan de École Nationale d'Architecture et des Arts Décoratifs (Hogere School voor Beeldende Kunsten) in Brussel.
In 1955 deed Van Zanten mee aan de derde editie van de internationale beeldententoonstelling in Park Sonsbeek, met zijn beeld Dame in Stoel. Hij won dat jaar de Prix de Rome, waardoor hij in staat werd gesteld twee jaren in Rome te werken. Terug in Nederland woonde hij in eerste instantie in Amsterdam en vanaf 1961 in Naarden. Hij ontving in 1963 de Cultuurprijs van de gemeente Hilversum voor zijn beeld van Europa en de stier. Naast zijn werk als beeldhouwer, was Van Zanten 1971-1988 parttime docent aan Academie Minerva in de stad Groningen.
Naar aanleiding van het Wereldkampioenschap voetbal 1974 in Duitsland (en wellicht ook dat van 1978 in Argentinië) kreeg Van Zanten van de gemeente Amsterdam de opdracht voor een kunstwerk. Het beeld verbeeldt Voetballers.
Van Zanten maakte vooral figuratieve bronzen beelden. De laatste jaren is het grote werk hem te zwaar en houdt hij zich voornamelijk bezig met (portret)tekenen. Ter gelegenheid van Van Zantens 75e verjaardag in 2008 kwam een boek uit, waarvan het eerste exemplaar aan hem werd aangeboden door Peter Rehwinkel, burgemeester van Naarden.

## Werken (selectie)
- Europa en de stier (1961), Laapersweg, Hilversum
- Zonaanbidster (1961), Soest
- Meisje met haan (1964), Prinsenlaan, Emmen
- Pony met kind (1965), Utrecht
- Dijkwerkers (1970), Maashaven, Rotterdam
- Mandril (1971), Wevelaan Utrecht
- Voetballers (1979), bij het Olympisch Stadion in Amsterdam
- Dame met hoed (1986), Winkelcentrum Nieuwe Brink, Bussum
- Moeder en kind (1998), Pekingtuin in Baarn
- Burgerzin, Ruysdaelplein, Naarden
- Moeder en kind (19??), Middenbaan-noord in Rotterdam-Hoogvliet
- Dijkwerkers, bij de Nederlandse Ambassade in Washington D.C.

## Fotogalerij

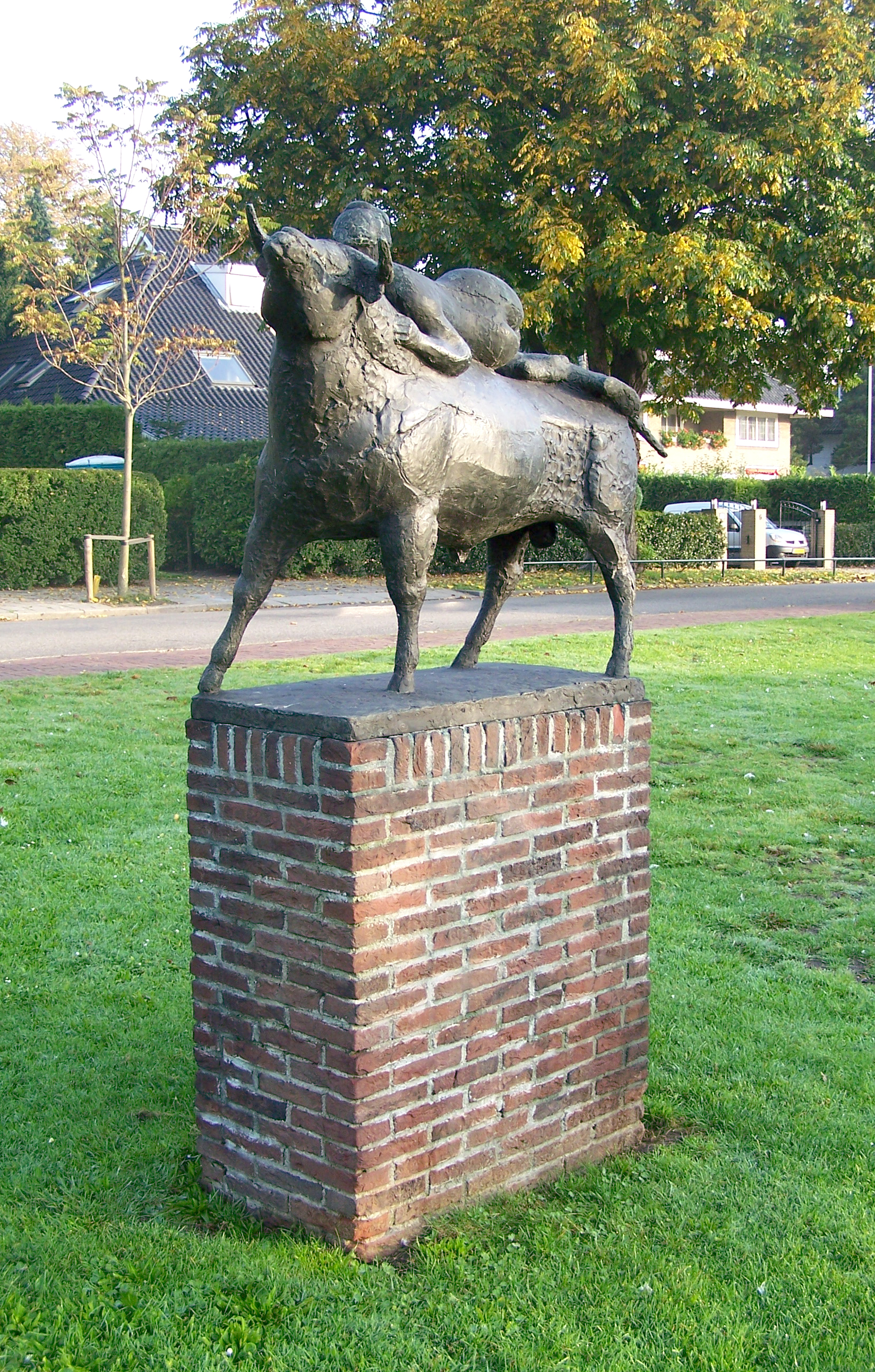
Europa en de stier (1961), Hilversum
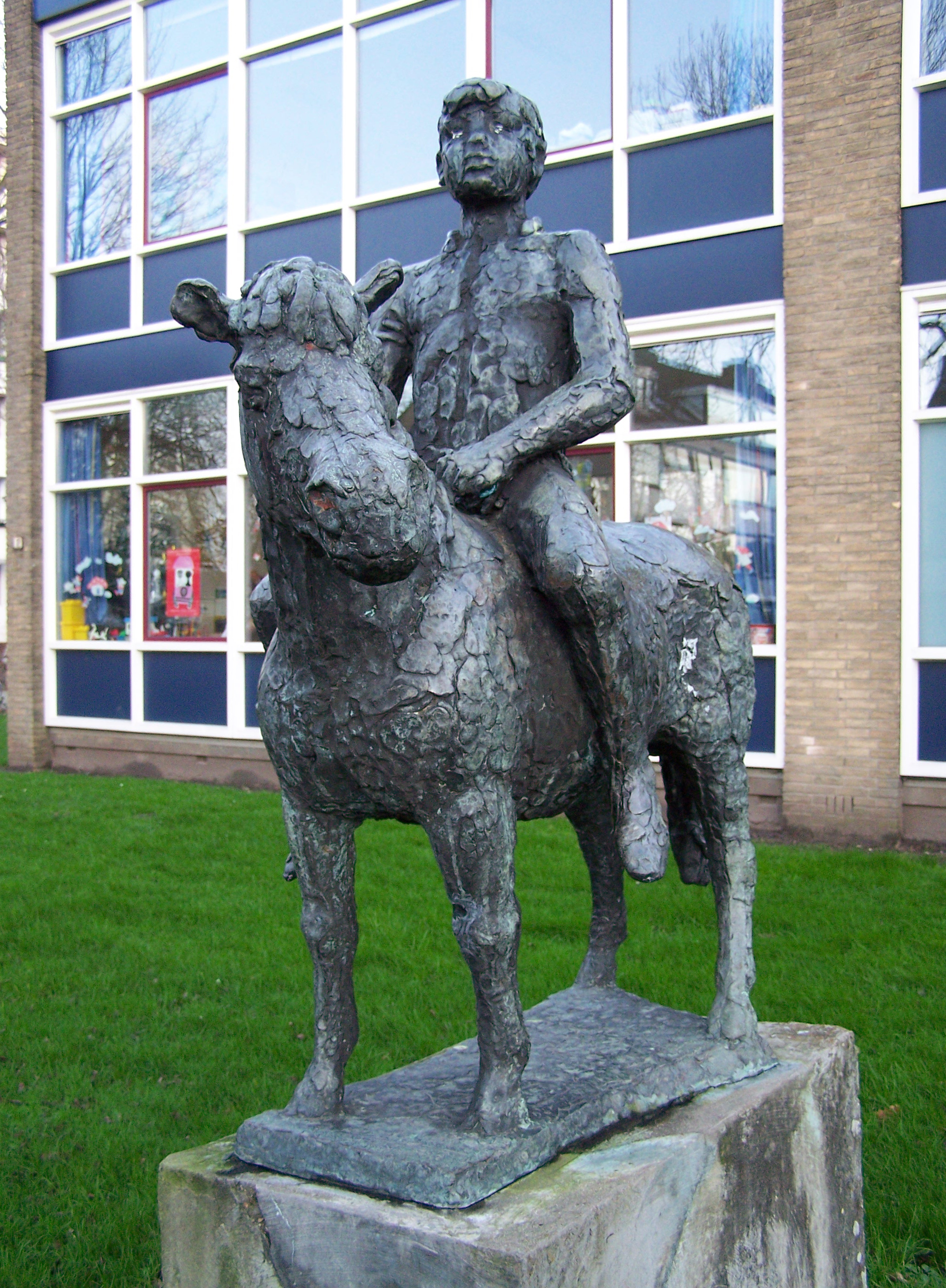
Pony met kind (1965), Utrecht
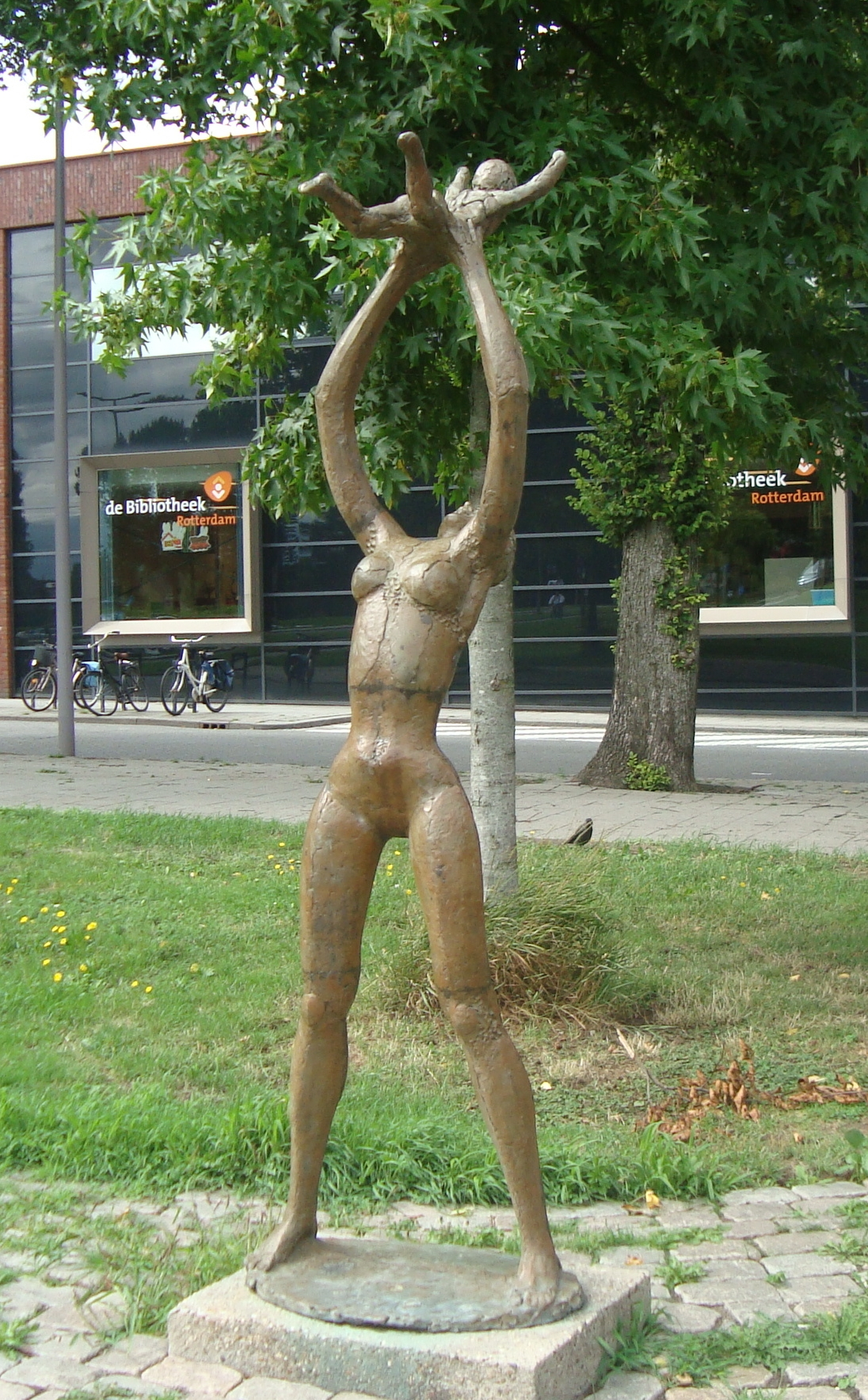
Moeder en kind (1965), Rotterdam-Hoogvliet
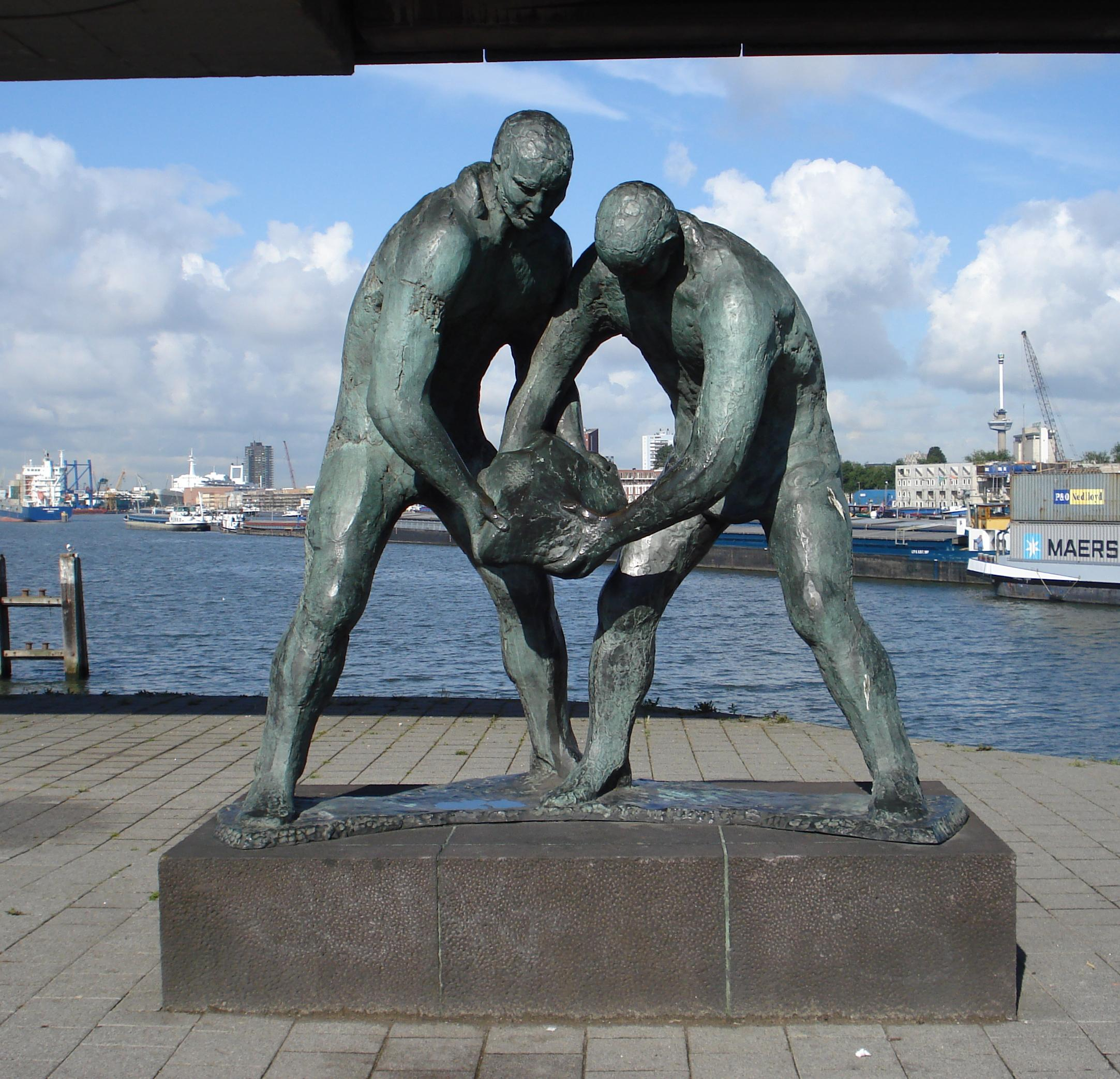
Dijkwerkers (1970), Rotterdam
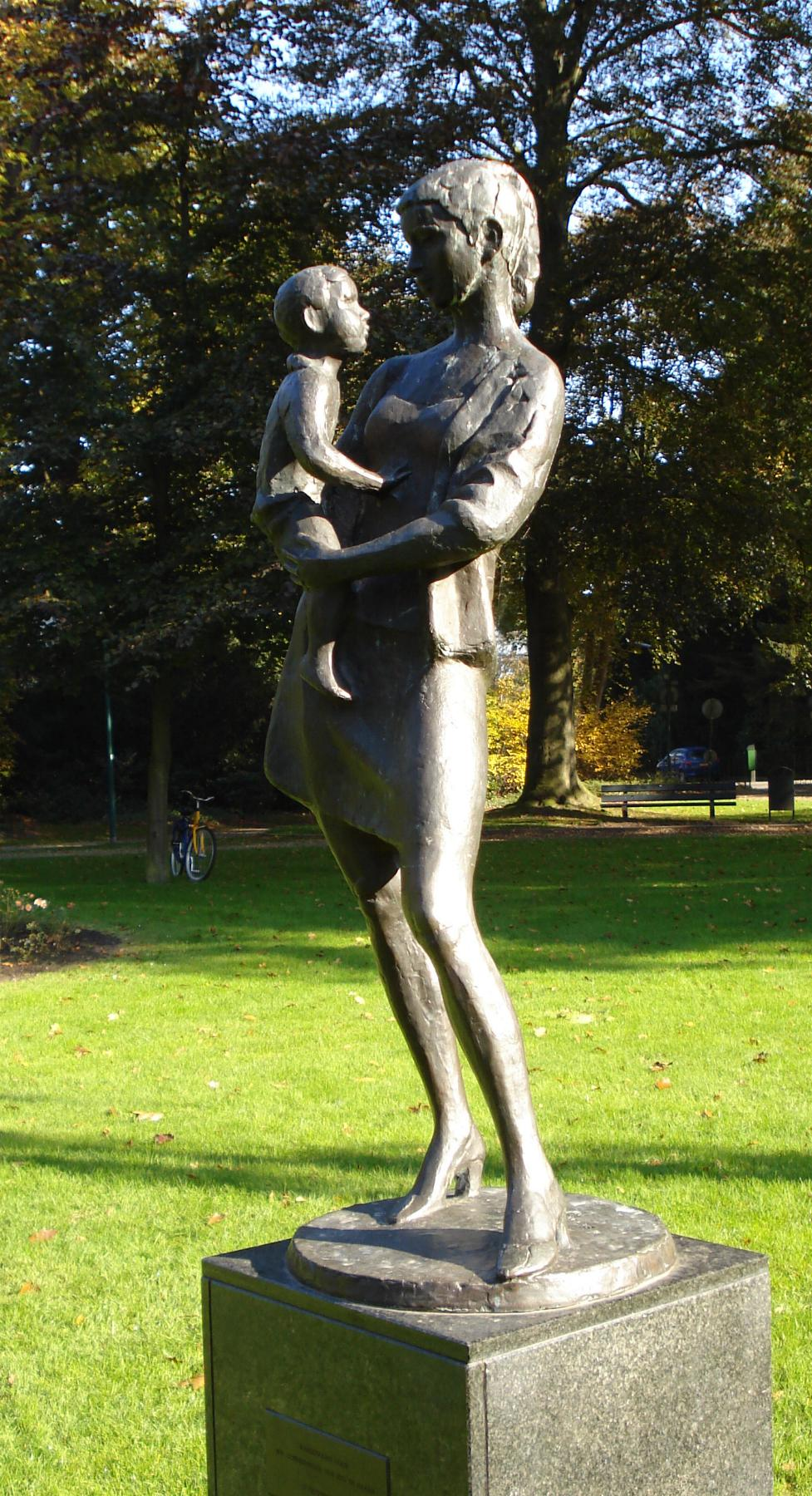
Moeder en kind (1998), Baarn